# Tabas (Verwaltungsbezirk)
Tabas (persisch طبس) ist ein Schahrestan (persisch شهرستان) in der iranischen Provinz Süd-Chorasan. Er enthält die Stadt Tabas, welche die Hauptstadt des Verwaltungsbezirks ist.

## Geschichte
Der Kreis Tabas gehörte bis Juli 1960 zum Kreis Ferdows. Zunächst war er Teil der Provinz Chorasan, wurde aber 2001 der Provinz Yazd zugeschlagen. 2013 wurde er schließlich Teil der Provinz Süd-Chorasan.

## Demografie
Bei der Volkszählung 2016 betrug die Einwohnerzahl des Schahrestan 72.617. Die Alphabetisierung lag bei 89 Prozent der Bevölkerung. Knapp 79 Prozent der Bevölkerung lebten in urbanen Regionen.
| Zensusjahr | Einwohnerzahl |
| ---------- | ------------- |
| 2011       | 69.658        |
| 2016       | 72.617        |